# Torre Gaia (Roms tunnelbana)
Torre Gaia är en station på Roms tunnelbanas Linea C. Stationen är belägen vid Via Casilina i området Torre Gaia i sydöstra Rom och togs i bruk år 2014.

## Kollektivtrafik
- Busshållplatser för ATAC och COTRAL

## Omgivningar
- Istituto delle Terziarie Francescane Alcantarine
- Suore Angeliche di San Paolo
- Policlinico Tor Vergata
- Via Casilina